# Augusta Schultz
Augusta Louise Schultz Hobart, ameriška tenisačica, * 1871, † 30. september 1925.
Leta 1893 se je uvrstila v finale turnirja za Nacionalno prvenstvo ZDA v posamični konkurenci, premagala jo je Aline Terry v dveh nizih, in v konkurenci ženskih dvojic skupaj z M. Stone. Leta 1895 se je poročila s Clarencom Hobartom in z njim leta 1905 osvojila turnir v konkurenci mešanih dvojic.

## Finali Grand Slamov

### Posamično (1)

#### Porazi (1)
| Leto | Turnir                   | Nasprotnica v finalu | Rezultat finala |
| 1893 | Nacionalno prvenstvo ZDA | Aline Terry          | 1–6, 3–6        |

### Ženske dvojice (1)

#### Porazi (1)
| Leto | Turnir                   | Partnerica | Nasprotnici v finalu       | Rezultat finala |
| 1893 | Nacionalno prvenstvo ZDA | M. Stone   | Aline Terry Harriet Butler | 4–6, 3–6        |

### Mešane dvojice (1)

#### Zmage (1)
| Leto | Turnir                   | Partner         | Nasprotnika v finalu            | Rezultat finala |
| 1905 | Nacionalno prvenstvo ZDA | Clarence Hobart | Elisabeth Moore Edward Dewhurst | 6–2, 6–4        |